# Coupe du monde féminine de volley-ball 1981
Navigation
Coupe du monde 1977 Coupe du monde 1985
La 3e Coupe du monde de volley-ball féminin a eu lieu au Japon du 6
au 16 novembre 1981.

## Formule de compétition
La Coupe du monde de volley-ball 1981 a regroupé 8 équipes. Elle se compose des champions de 4 continents (Asie, Amérique du Nord, Amérique du Sud, Europe), de 3 vice-champions et du pays organisateur.
Les matches seront disputés en Round Robin. Chaque équipe rencontrera les autres (au total, 7 matches par équipe).

## Équipes présentes
- Japon : organisateur
- États-Unis : champion d'Amérique du Nord
- Brésil : champion d'Amérique du Sud
- Chine : champion d'Asie
- Bulgarie : champion d'Europe
- Cuba : vice-champion d'Amérique du Nord
- URSS : vice-champion d'Europe
- Corée du Sud : 3e au championnat d'Asie

## Poule unique
| No | Équipe       | Points | Matches | Matches | Sets | Sets   | Sets  |
| No | Équipe       | Points | gagnés  | perdus  | pour | contre | Ratio |
| -- | ------------ | ------ | ------- | ------- | ---- | ------ | ----- |
| 1. | Chine        | 14     | 7       | 0       | 21   | 4      | 5,250 |
| 2. | Japon        | 12     | 5       | 2       | 19   | 7      | 2,714 |
| 3. | URSS         | 12     | 5       | 2       | 15   | 7      | 2,143 |
| 4. | États-Unis   | 12     | 5       | 2       | 17   | 9      | 1,889 |
| 5. | Corée du Sud | 10     | 3       | 4       | 9    | 14     | 0,643 |
| 6. | Cuba         | 9      | 2       | 5       | 10   | 16     | 0,625 |
| 7. | Bulgarie     | 8      | 1       | 6       | 5    | 19     | 0,263 |
| 8. | Brésil       | 7      | 0       | 7       | 1    | 21     | 0,047 |

## Tableau final
| Place              | Équipe       |
| ------------------ | ------------ |
| Médaille d'or      | Chine        |
| Médaille d'argent  | Japon        |
| Médaille de bronze | URSS         |
| 4                  | États-Unis   |
| 5                  | Corée du Sud |
| 6                  | Cuba         |
| 7                  | Bulgarie     |
| 8                  | Brésil       |